# 盧鎰
盧鎰（1521年—？），字君萬，陝西西安府咸寧縣人，民籍，明朝政治人物。

## 生平
嘉靖二十二年（1543年）癸卯科陝西鄉試第二十八名舉人，二十九年（1550年）中式庚戌科會試第一百五十名，三甲第一百二十九名進士。授濟陽縣知縣，升河南按察司副使、兵備徐潁，三十六年（1557年）十月剿淮揚倭寇，調山東按察司副使、兵備密雲，四十二年（1563年）十一月遭論劾薊鎮失事，被謫戍邊，隆慶五年（1571年）起為湖廣按察司副使、兵備蘇松常鎮，萬曆元年（1573年）二月升四川布政使司右參政。

## 家族
曾祖盧茂；祖父盧祐；父盧維，鹽運司知事。母劉氏；繼母楊氏、葛氏。具慶下。